# Droga wojewódzka nr 321
Droga wojewódzka nr 321 (DW321) – droga wojewódzka o długości 35 km, łączącą Przyborów (DW 315),  z (DW 319), w Głogowie.
Droga położona jest na terenie województwa lubuskiego (powiat nowosolski)  oraz na terenie   województwa dolnośląskiego (powiat głogowski).

## Miejscowości leżące przy trasie DW 321
- Przyborów (DW 315),
- Siedlisko (DW 325),
- Różanówka (DW 325),
- Bielawy
- Kierzno,
- Grodziec Mały,
- Głogów (DW 319).